# Khimkinsky (huyện)
Huyện Khimkinsky (tiếng Nga: ? райо́н) là một huyện hành chính tự quản (raion), của Tỉnh Moskva, Nga. Huyện có diện tích 97 kilômét vuông, dân số thời điểm ngày 1 tháng 1 năm 2000 là 34700 người. Trung tâm của huyện đóng ở Khimkinsky.